# Varicosporium delicatum
Varicosporium delicatum är en svampart som beskrevs av S.H. Iqbal 1971. Varicosporium delicatum ingår i släktet Varicosporium och familjen Helotiaceae.   Inga underarter finns listade i Catalogue of Life.